# Флоріан Келлер (хокеїст)
Флоріан Келлер (нім. Florian Keller; нар. 30 січня 1976, Графінг-Мюнхен, Баварія, ФРН) — колишній німецький хокеїст, нападник.

## Ігрова кар'єра
Свою кар'єру почав в молодіжній команді СБ Розенгайм, у основі вийшов у 1994 році. У 1996 році перейшов до «Адлер Мангейм», з яким він виграв того ж року і чемпіонат Німеччини, по завершенню сезону перейшов до «Аугсбург Пантерс», де відіграв один сезон.
З 1998 по 2002 виступав за Бад Тельц, три останніх сезона разом з клубом виступав у другій Бундеслізі.
У сезоні 2002/03 укладає трирічний контракт з клубом Айсберен Берлін, у складі якого вдруге став чемпіоном Німеччини у сезоні 2004/05.
Два сезони відіграв у складі Інгольштадт, завершив кар'єру гравця відігравши три сезони у клубі Нюрнберг Айс Тайгерс.

## На рівні збірних
У складі юніорської збірної виступав у 1993 та 1995 роках, у складі національної збірної виступав на Кубку Світу 1996 року та чемпіонаті світу 1998 року.

## Досягнення
- 1997 чемпіон Німеччини у складі «Адлер Мангейм».
- 2005 чемпіон Німеччини у складі «Айсберен Берлін».

## Статистика
| Сезон              | Клуб                 | Ліга               | Регулярний сезон | Регулярний сезон | Регулярний сезон | Регулярний сезон | Регулярний сезон | Плей-оф | Плей-оф | Плей-оф | Плей-оф | Плей-оф |
| Сезон              | Клуб                 | Ліга               | І                | Г                | П                | О                | ШХ               | І       | Г       | П       | О       | ШХ      |
| ------------------ | -------------------- | ------------------ | ---------------- | ---------------- | ---------------- | ---------------- | ---------------- | ------- | ------- | ------- | ------- | ------- |
| 1994/95            | СБ Розенгайм         | DEL                | 27               | 5                | 6                | 11               | 16               | –       | –       | –       | –       | –       |
| 1995/96            | СБ Розенгайм         | DEL                | 42               | 6                | 10               | 16               | 20               | 4       | 1       | 0       | 1       | 4       |
| 1996/97            | «Адлер Мангейм»      | DEL                | 48               | 4                | 12               | 16               | 14               | 9       | 2       | 0       | 2       | 0       |
| 1997/98            | Аугсбург Пантерс     | DEL                | 38               | 1                | 8                | 9                | 10               | –       | –       | –       | –       | –       |
| 1998/99            | Бад Тельц            | БЛ                 | 57               | 23               | 28               | 51               | 57               |         |         |         |         |         |
| 1999/00            | Бад Тельц            | 2.БЛ               | 52               | 28               | 38               | 66               | 54               |         |         |         |         |         |
| 2000/01            | Бад Тельц            | 2.БЛ               | 40               | 16               | 34               | 50               | 69               |         |         |         |         |         |
| 2001/02            | Бад Тельц            | 2.БЛ               | 46               | 33               | 36               | 69               | 95               | 3       | 0       | 0       | 0       | 0       |
| 2002/03            | Айсберен Берлін      | DEL                | 23               | 5                | 4                | 9                | 35               | 9       | 2       | 3       | 5       | 6       |
| 2003/04            | Айсберен Берлін      | DEL                | 43               | 7                | 19               | 26               | 38               | 11      | 4       | 1       | 5       | 12      |
| 2004/05            | Айсберен Берлін      | DEL                | 51               | 5                | 9                | 14               | 32               | 12      | 2       | 3       | 5       | 2       |
| 2005/06            | Інгольштадт          | DEL                | 46               | 9                | 13               | 22               | 26               | 7       | 2       | 5       | 7       | 12      |
| 2006/07            | Інгольштадт          | DEL                | 37               | 11               | 15               | 26               | 36               | 6       | 1       | 2       | 3       | 8       |
| 2007/08            | Сінуперт Айс Тайгерс | DEL                | 45               | 4                | 15               | 19               | 51               | 5       | 1       | 2       | 3       | 0       |
| 2008/09            | Нюрнберг Айс Тайгерс | DEL                | 49               | 9                | 22               | 31               | 28               | 3       | 1       | 2       | 3       | 0       |
| 2009/10            | Нюрнберг Айс Тайгерс | DEL                | 25               | 3                | 9                | 12               | 8                |         |         |         |         |         |
| 2 Бундесліга разом | 2 Бундесліга разом   | 2 Бундесліга разом | 195              | 100              | 136              | 236              | 275              | 3       | 0       | 0       | 0       | 0       |
| DEL разом          | DEL разом            | DEL разом          | 474              | 69               | 142              | 211              | 314              | 66      | 16      | 18      | 34      | 44      |